# Helmhaus
Das Helmhaus ist ein Museum für zeitgenössische Kunst, mit einem besonderen Fokus auf lokale Kunstschaffende aus der Stadt und Region Zürich. Die Institution wird von der Stadt Zürich geführt.

## Lage und Gebäude
Das Helmhaus befindet sich mitten in der Altstadt von Zürich am Ufer der Limmat und ist direkt an die Wasserkirche angebaut.

## Geschichte
Das Erdgeschoss des Helmhauses diente früher als Markthalle. Das aktuelle Gebäude aus Stein wurde in den Jahren 1791–94 errichtet. Zuvor stand am selben Ort ein Gebäude aus Holz (Baujahr 1563–64). Die Münsterbrücke führte damals direkt in das offene Erdgeschoss des Helmhauses, bis diese 1838 neu errichtet und einige Meter nach Norden verschoben wurde.
1940–41 wurde das Helmhaus umgebaut und für den Ausstellungsbetrieb hergerichtet. 1943 wurde dort das Baugeschichtliche Museum eröffnet. Seit 1988 konzentrieren sich die Ausstellungen hauptsächlich auf Gegenwartskunst, mit einem besonderen Fokus auf Künstlerinnen und Künstler aus Zürich.

## Ausstellungen
Jedes Jahr finden im Helmhaus 4–5 temporäre Ausstellungen statt, darunter die „Werkstipendien der Stadt Zürich“.